# Аветисян, Авет Маркосович
Аве́т Маркосо́вич Аветися́н (настоящая фамилия — Восканя́н) (1897—1971) — армянский, советский актёр театра и кино. Народный артист СССР (1962).

## Биография
Авет Аветисян родился 12 (24) ноября 1897 года в Тифлисе (ныне Тбилиси) в семье ремесленника.
В 1905—1914 годах учился в Нерсисянской школе (Тифлис).
В 1916 году был призван в армию на Первую мировую войну.
Сценическую деятельность начал в 1917 году. Играл в театрах Баку и Тифлиса, в труппе Ованеса Абеляна. В 1921—1922 годах — в труппе Амо Харазяна в Караклисе (ныне — Ванадзор).
В 1922—1971 годах — один из основателей и ведущий актёр Первого Государственного театра Армении (ныне — Академический театр имени Сундукяна).
Творчеству актёра свойственно стремление к острой сатиричности, сочный юмор. Мастер выразительного жеста, сценической речи. Игра отмечена искренностью эмоций, темпераментом. В то же время обладает сдержанной, мягкой манерой исполнения, хорошим чувством меры, лаконичностью в выборе выразительных средств.
Член ВКП(б) с 1942 года.
Умер в Ереване 29 марта 1971 года. Похоронен на Тохмахском кладбище.

## Награды и звания
- Заслуженный артист Армянской ССР (1932)[3]
- Народный артист Армянской ССР (1938)
- Народный артист СССР (1962)
- Сталинская премия второй степени (1941) — за исполнение роли Спарапета в фильме «Зангезур» (1938)
- Государственная премия Армянской ССР (1971)
- Орден Ленина (1956)
- Орден Трудового Красного Знамени (1936)
- Орден Красной Звезды (1944)
- Орден «Знак Почёта» (1939)
- Медаль «За доблестный труд в Великой Отечественной войне 1941—1945 гг.»
- Медаль «За оборону Кавказа»

## Творчество

### Работы в театре
- 1918 — «Злой дух» А. Ширванзаде — Воскан
- 1923 — «Слуга двух господ» К. Гольдони — Панталоне
- 1923 — «Ревизор» Н. В. Гоголя — Земляника
- 1924 — «Тартюф» Мольера — Оргон
- 1924 — «Храбрый Назар» Д. Демирчяна — Сако
- 1925 — «Ревизор» Н. В. Гоголя — Городничий
- 1927 — «Хатабала» Г. Сундукяна — Замбахов
- 1929, 1935, 1948 — «Пэпо» Г. Сундукяна — Пэпо
- 1930 — «В кольце» В. Вагаршяна — Мисак
- 1933 — «Егор Булычов и другие» М. Горького — Достигаев
- 1934 — «Достигаев и другие» М. Горького — Достигаев
- 1935 — «Платон Кречет» А. Корнейчука — Берест
- 1936 — «Намус» А. Ширванзаде — Бархудар
- 1937 — «На заре» А. Гулакяна — Амо
- 1937 — «Из-за хлеба» по П. Прошяну — Сако
- 1938 — «Разорённый очаг» Г. Сундукяна — Парсиг
- 1938 — «Человек с ружьём» Н. Ф. Погодина — Шадрин
- 1939 — «Без вины виноватые» А. Н. Островского — Шмага
- 1939 — «Из-за чести» А. Ширванзаде — Сагател
- 1940 — «Отелло» У. Шекспира — Яго
- 1941 — «Геворг Марзпетуни» по Мурацану — Саак Севада
- 1942 — «Фронт» А. Е. Корнейчука — Колос
- 1942 — «Фельдмаршал Кутузов» В. Соловьёва — Кутузов
- 1942 — «Русские люди» К. М. Симонова — Глоба
- 1944 — «Ещё одна жертва» Г. Сундукяна — Саркис
- 1944 — «Утёс» В. Папазяна — Матвей Егорович
- 1946 — «Гроза» А. Н. Островского — Кулигин
- 1946 — «Бесприданница» А. Н. Островского — Робинзон
- 1947 — «На высотах» Г. Боряна — дед Симон
- 1947 — «Молодая гвардия» по А. А. Фадееву — Шульга
- 1949 — «Маскарад» М. Ю. Лермонтова — Шприх
- 1949 — «Московский характер» А. В. Софронова — Гринёв
- 1951 — «Вишнёвый сад» А. П. Чехова — Епиходов
- 1953 — «Опытное поле» Н. Заряна — Балабек
- 1957 — «Под одной крышей» Г. Боряна — Врам
- 1959 — «Хаос» А. Ширванзаде — Марутханян
- 1960 — «Навстречу грядущему дню» Е. Чаренца — мужик
- «Любовь Яровая» К. А. Тренёва — Швандя.

### Работы в кино
- 1925 — Намус — Айрапет
- 1926 — Шор и Шоршор — Вардан
- 1926 — Зарэ — Амо
- 1927 — Раба — Оник
- 1928 — Хас-пуш — начальник полиции
- 1929 — Колхозная весна (короткометражный) — бригадир
- 1930 — Ким-дежурный (короткометражный) — отец
- 1931 — Кикос (короткометражный) — Мурад
- 1932 — Курды-езиды — Бро
- 1934 — Гикор — базаз Артем
- 1935 — Пэпо — Арутин Киракосович Зимзимов
- 1937 — Каро — полковник
- 1938 — Зангезур — Спарапет
- 1939 — Горный марш— Амо, глава маузеристов
- 1940 — Храбрый Назар — Сако
- 1941 — Семья патриотов (короткометражный) — Асатур
- 1942 — Дочка (короткометражный) — торговец
- 1943 — Давид-Бек — мелик Франгюль
- 1947 — Анаит — Багатур
- 1949 — Девушка Араратской долины — Аршак
- 1956 — Из-за чести — Сагател
- 1959 — О чём шумит река — Бурназян, директор колхоза
- 1959 — Обвал — Ашот
- 1960 — Саят-Нова — Авет-ага
- 1960 — Северная радуга — Мурат
- 1964 — Мсье Жак и другие (киноальманах) («Издержки вежливости») — Торос-ага
- 1969 — Адам и Хева — Али-хужа
- 1969 — Взрыв после полуночи — контрабандист
- 1969 — Кум Моргана — Минтоев.